# Rajeev Motwani

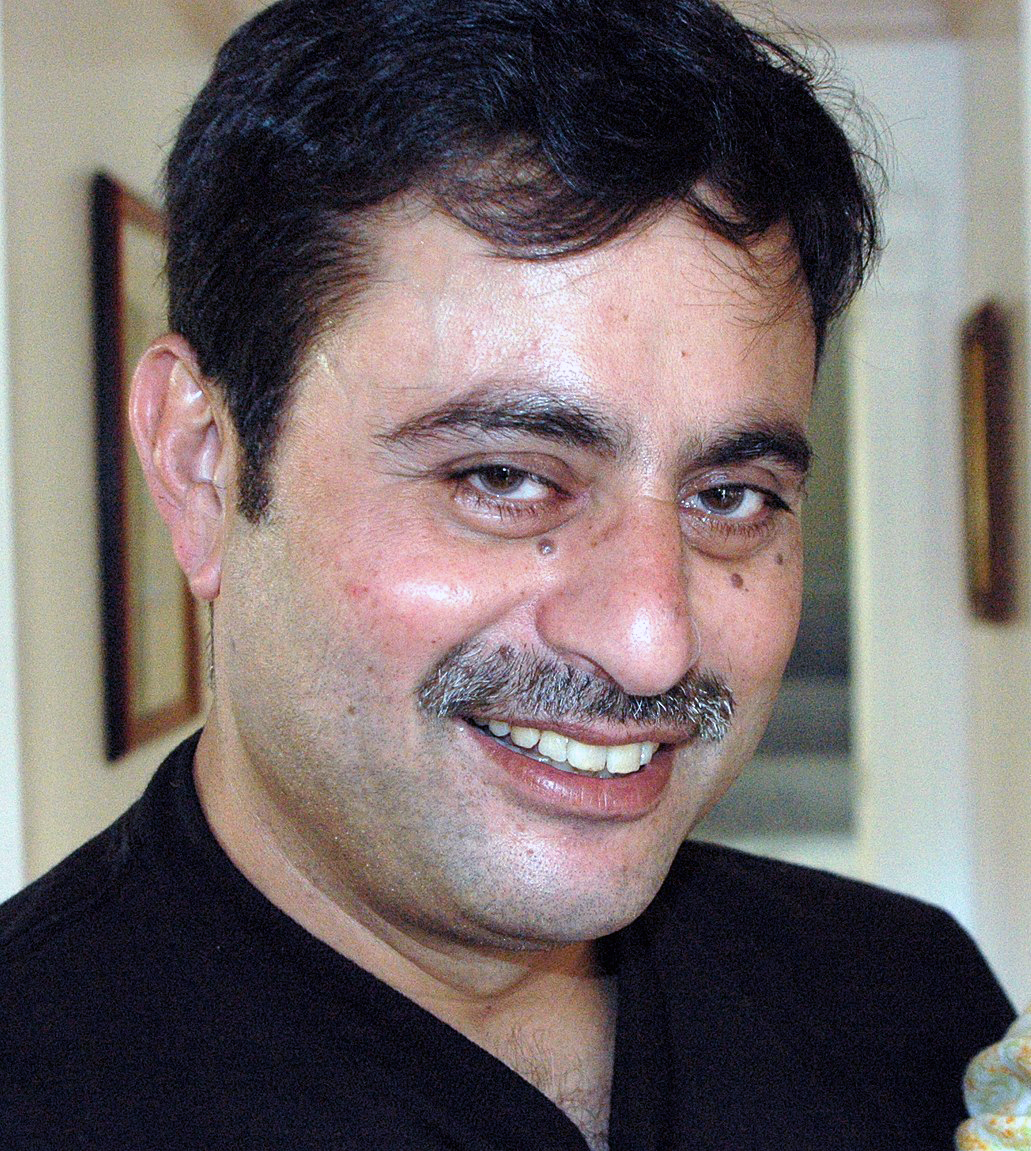
Rajeev Motwani 2006

Rajeev Motwani (* 26. März 1962 in Jammu; † 5. Juni 2009 in Atherton) war ein indischer Informatiker.
Motwani ging in Neu-Delhi zur Schule und studierte am Indian Institute of Technology Kanpur (Bachelor 1983) und der University of California, Berkeley. Dort wurde er 1988 bei Richard M. Karp promoviert (Probabilistic Analysis of Matching and Network Flow Algorithms). Er ging danach an die Stanford University, wo er Professor für Informatik wurde. Er war Director of Graduate Studies für Informatik in Stanford und Gründer des Mining Data at Stanford (MIDAS) Projekts. 2009 wurde er ertrunken in seinem Swimming Pool gefunden; er konnte nicht schwimmen. Tests hatten außerdem einen Blutalkoholgehalt von 2,6 Promille ergeben.
In Stanford war er Ko-Autor einiger wichtiger früher Arbeiten zum PageRank-Algorithmus, auf dem die Google-Suchmaschine basiert (mit den Google-Gründern Larry Page, Sergey Brin und deren Lehrer Terry Winograd). Er war auch im Verwaltungsrat von Google und mehreren anderen Startups in Stanford (wie PayPal). Er war für seine Forschungen über zufallsabhängige (randomized) Algorithmen bekannt, beschäftigte sich unter anderem mit Data-Mining, Robotik und rechnergestützter Medikamentenentwicklung. Er veröffentlichte Ende der 1990er Jahre mit Piotr Indyk grundlegende Arbeiten zu Locality-Sensitive Hashing (LSH).
2001 erhielt er mit anderen den Gödel-Preis für seine Beteiligung am PCP-Theorem. Er war Sloan Research Fellow und erhielt den National Young Investigator Award der National Science Foundation.
Zu seinen Doktoranden gehören Moses S. Charikar, Piotr Indyk.

## Schriften
- Mit Prabhakar Raghavan: Randomized Algorithms, Cambridge University Press 1995
- Mit John Hopcroft, Jeffrey Ullman: Introduction to Automata Theory, Languages and Computation, 2. Auflage, Addison-Wesley 2000